# Xylocopa varipuncta
Xylocopa varipuncta là một loài Hymenoptera trong họ Apidae. Loài này được Patton mô tả khoa học năm 1879.

## Hình ảnh

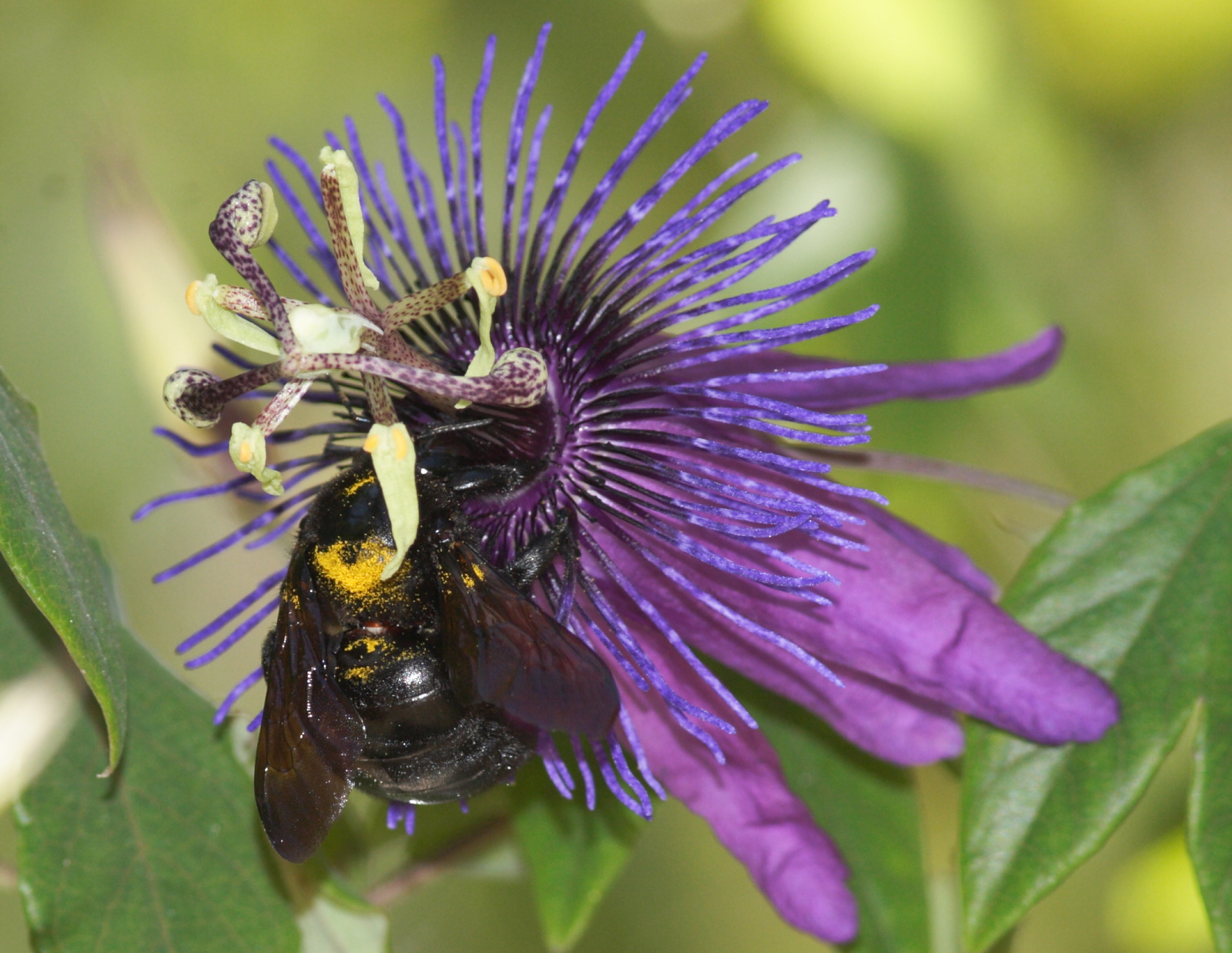
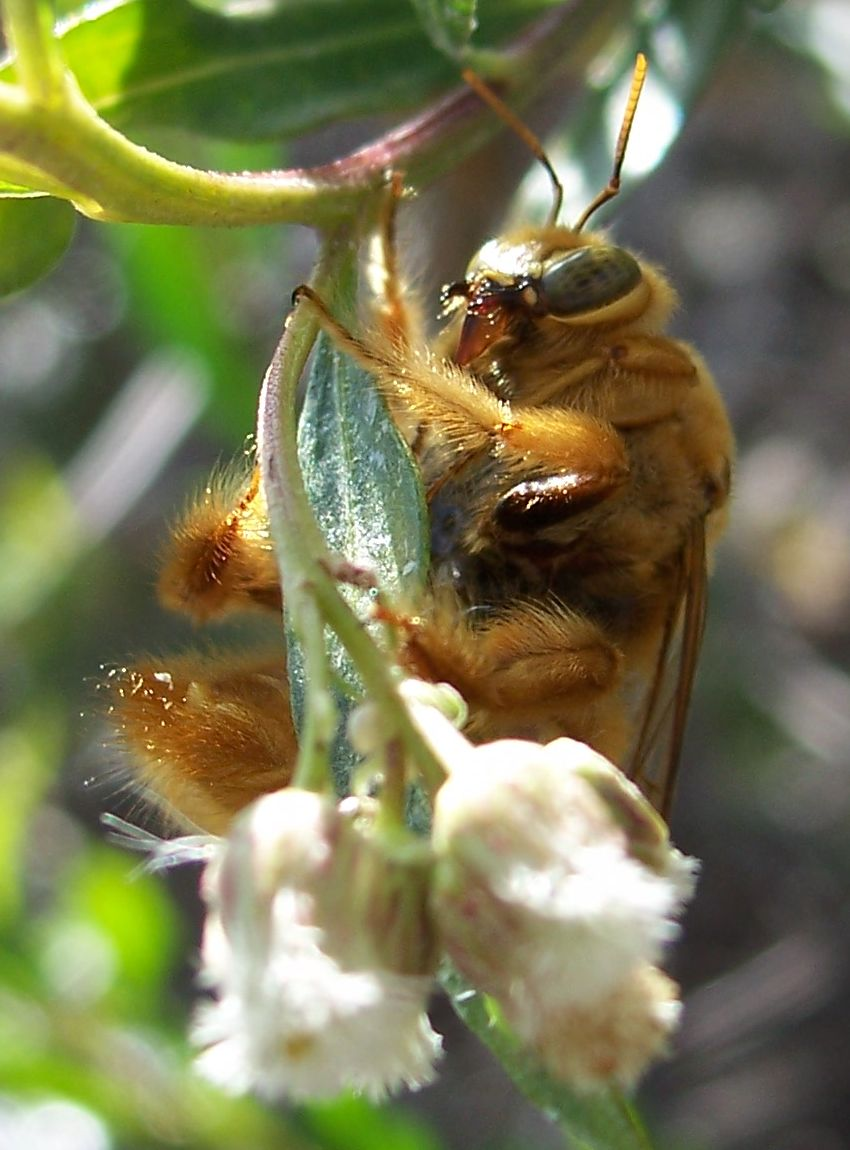
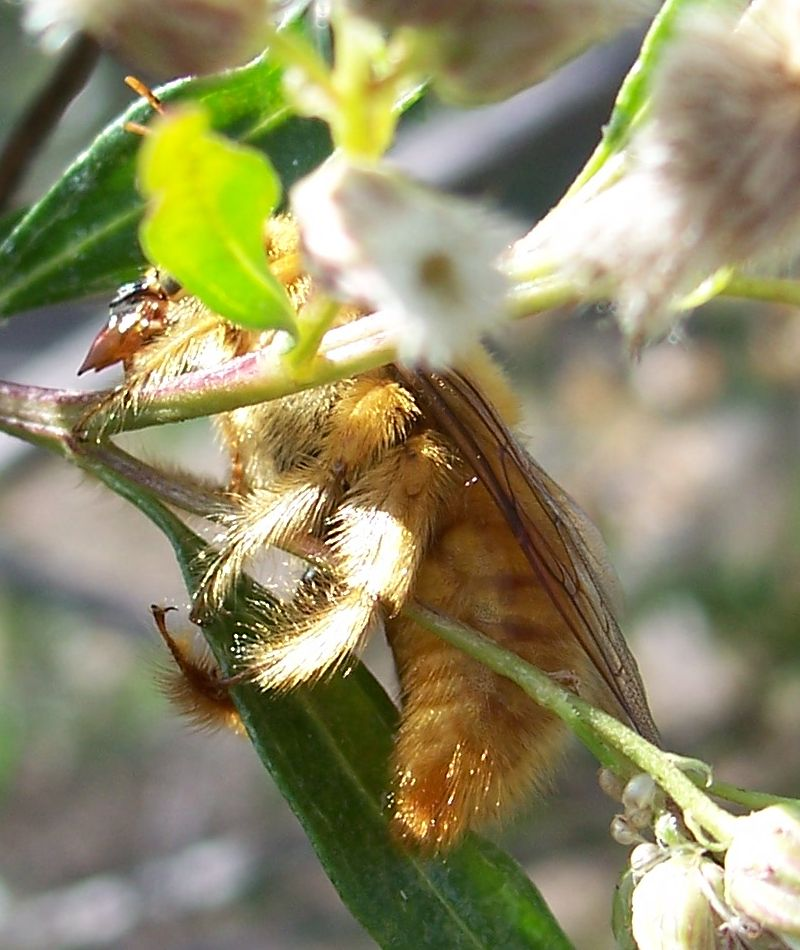
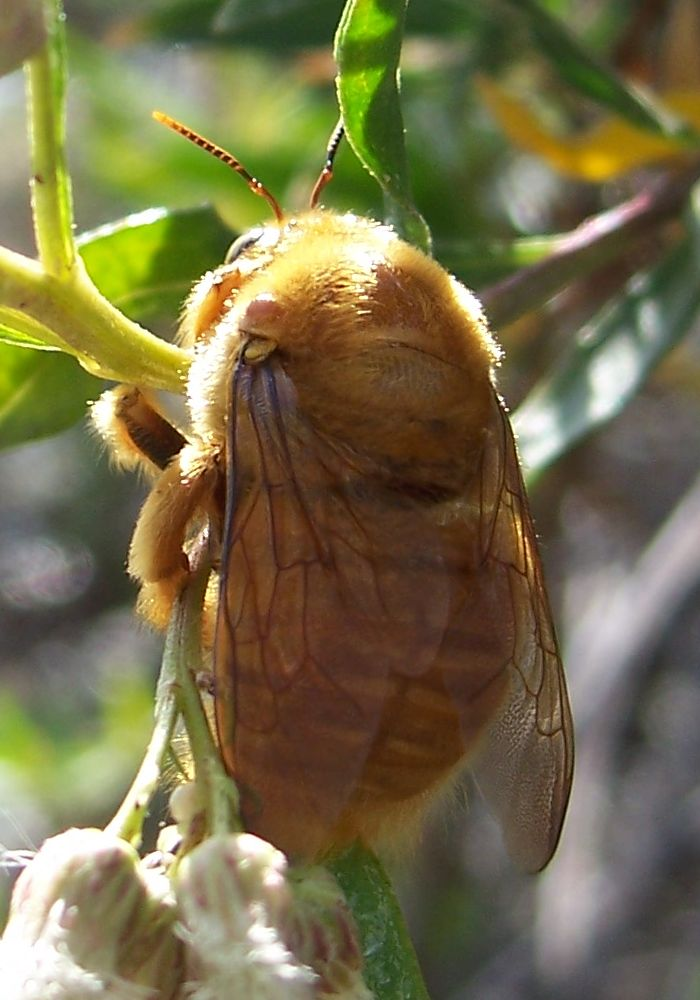